# Armelle Gysen
 (mai 2018).
Si vous disposez d'ouvrages ou d'articles de référence ou si vous connaissez des sites web de qualité traitant du thème abordé ici, merci de compléter l'article en donnant les références utiles à sa vérifiabilité et en les liant à la section « Notes et références ».
Pour les articles homonymes, voir Armelle.
Armelle Gysen, connue comme Armelle, née le 29 janvier 1972 à Bruxelles, est une présentatrice et animatrice de télévision belge et une femme politique.

## Biographie
Licenciée en journalisme en 1996 à l'ULB, Armelle Gysen travaille à la télévision belge (RTBF). Elle y a collaboré notamment avec Jacques Mercier dans les émissions Forts en tête, Quelque chose en nous de..., Bonnie and Clyde ou Cap 48. Elle a également brièvement collaboré avec Vincent Perrot sur TF1 dans le programme intitulé l'Émission des Records.
En 1998, elle participe au single Le Bal des gueux d'Alec Mansion au profit de l’Opération Thermos, qui distribue des repas pour les sans-abris, dans les gares. Cette chanson est interprétée par trente-huit artistes et personnalités dont Toots Thielemans, Stéphane Steeman, Marylène, Armelle, Jacques Bredael, Lou, Alec Mansion, Muriel Dacq, les frères Taloche, Morgane, Nathalie Pâque, Frédéric Etherlinck, Richard Ruben, Christian Vidal, Marc Herman, Jeff Bodart, Jean-Luc Fonck, Benny B et Daddy K.
Elle fait l'une des voix dans la version française de L'Âge de glace.
De 2015 à 2022, elle est la présentatrice principale de l'émission Les Ambassadeurs sur la Une. Elle est remplacée par Nathalie Guirma.
En octobre 2023, le parti politique Les Engagés annonce que Armelle Gysen rejoint leurs rangs pour les élections régionales de 2024 en Brabant Wallon.  Elle est élue députée au parlement wallon le 9 juin 2024.

## Vie privée
Armelle, veuve du chanteur belge Jeff Bodart, s'est remariée en 2010 avec le comte Frédéric d'Aspremont Lynden, avec lequel elle a eu deux fils, Gatien (2010) et Douglas (2012). Armelle Gysen divorce en 2016.